# بوتریموفتسه
بوتریموفتسه (به لهستانی:  Butrymowce) یک روستا در لهستان است که در گمینا نوو دوور واقع شده‌است.